# 热载流子注入
热载流子注入（英語：Hot carrier injection, HCI）是固态电子器件中发生一个现象，当电子或空穴获得足够的动能后，它们就能够突破势垒的约束。这里“热”这个术语是指用来对载流子密度进行建模的有效温度，而非器件本身的温度。由于载流子被束缚在金屬氧化物半導體場效電晶體的栅极电介质层中，晶体管的开关性能可以被永久地改变，热载流子注入是一种可能对半导体器件可靠性产生负面影响的机制。
熱載子效應的原理：當 MOSFET 的通道長 L 很小時，也就是 short-channel（短通道）元件。
此時，靠近 Drain 端的橫向電場 E ≒ Vds/L 會是很大。
MOSFET 的通道載子，NMOS 的電子或 PMOS 的電洞，從 Source 端跑向 Drain 端時，受到上述橫向電場 E 的作用而獲得能量，稱為熱載子 (Hot carrier)。
熱載子所獲得能量如果夠大，將產生碰撞游離 (impact ionization)，就會生成很多的電子-電洞對 (electron-hole pair)。
這些電子-電洞對，有些會受到Gate端電壓的吸引，而跑入閘極氧化層裡，變成陷井電荷 (trapped charge) 或固定電荷 (fixed charge)，或是打斷氧化層/矽界面上的鍵結，形成界面態 (interface states)； 
有些是會跑入基板 (substrate) 端，構成 substrate 電流。
種種上面提到的結果，都會對MOSFET元件的可靠度特性產生影響，降低其使用的壽命。